# Escucha mi canción
Escucha mi canción es una película musical española de 1959 dirigida por Antonio del Amo y protagonizada por Joselito, Luz Márquez y Jesús Tordesillas.
Fue la cuarta película de la fructífera colaboración entre Joselito y Antonio del Amo.
Los decorados de la película estuvieron diseñados por Sigfrido Burmann. En el film el protagonista interpreta la célebre canción Doce cascabeles.

## Resumen
Un niño pobre pero con unas magníficas dotes vocales lo pasa muy mal pero al final consigue salir cantando en la Televisión Española. Al verle en la pantalla su auténtica madre, que resulta ser bastante rica, le reconoce y todo tiene un final feliz.

## Reparto
- Joselito es Joselito.
- Luz Márquez es Marta, madre de Joselito.
- Jesús Tordesillas es Marqués de Alvar, abuelo de Joselito.
- Barta Barri es Isabel.
- Pilar Sanclemente es Lucinda.
- Carlos Miguel Solá
- Salvador Soler Marí
- Dolores Villaespesa
- Ismael Elma
- Antonio Fernández
- Amalia Sánchez Ariño
- Mariano Alcón
- Domingo Rivas
- Pedro Rodríguez de Quevedo.
- Gastón
- Kuki
- Ana Sliska
- Felixin Yuste
- Amparo Amador
- Juan Romero (actor)
- Laurette Marlu
- Luis Solares
- Carmen Pérez Gallo
- Jesús Álvarez (actor)
- Mariano Medina
- Mario Berriatúa